# Unterseeboot 1110
L'Unterseeboot 1110 ou U-1110 est un sous-marin allemand (U-Boot) de type VIIC/41 utilisé par la Kriegsmarine pendant la Seconde Guerre mondiale.
Le sous-marin fut commandé le 2 avril 1942 à Emden (Nordseewerke), sa quille fut posée le 18 décembre 1943, il fut lancé le 21 juillet 1944 et mis en service le 24 septembre 1944, sous le commandement de l'Oberleutnant zur See Joachim-Werner Bach.
L'U-1110 n'a, ni coulé, ni endommagé de navire n'ayant pris part à aucune patrouille de guerre.
Il capitula à List en mai 1945 et fut sabordé en décembre 1945.

## Conception
Unterseeboot type VII, l'U-1110 avait un déplacement de 759 tonnes en surface et 860 tonnes en plongée. Il avait une longueur hors-tout de 67,20 m, un maître-bau de 6,20 m, une hauteur de 9,60 m et un tirant d'eau de 4,74 m. Le sous-marin était propulsé par deux hélices de 1,23 m, deux moteurs diesel Germaniawerft F46 de 6 cylindres en ligne de 1 400 cv à 470 tr/min, produisant un total de 2 060 à 2 350 kW en surface et de deux moteurs électriques Siemens-Schuckert GU 343/38-8 de 375 cv à 295 tr/min, produisant un total 550 kW, en plongée. Le sous-marin avait une vitesse en surface de 17,7 nœuds (32,8 km/h) et une vitesse de 7,6 nœuds (14,1 km/h) en plongée. Immergé, il avait un rayon d'action de 80 milles marins (150 km) à 4 nœuds (7,4 km/h; 4,6 milles par heure) et pouvait atteindre une profondeur de 230 m. En surface son rayon d'action était de 8 500 milles nautiques (soit 15 700 km) à 10 nœuds (19 km/h).
L'U-1110 était équipé de cinq tubes lance-torpilles de 53,3 cm (quatre montés à l'avant et un à l'arrière) et embarquait quatorze torpilles. Il était équipé d'un canon de 8,8 cm SK C/35 (220 coups), d'un canon antiaérien de 20 mm Flak et d'un canon 37 mm Flak M/42 qui tire à 15 350 mètres avec une cadence théorique de 50 coups par minute. Il pouvait transporter 26 mines TMA ou 39 mines TMB. Son équipage comprenait 4 officiers et 40 à 56 sous-mariniers.

## Historique
Il reçut sa formation de base au sein de la 8. Unterseebootsflottille jusqu'au 15 février 1945, puis il intégra sa formation de combat dans la 5. Unterseebootsflottille.
L'U-1110 a été affecté à sa formation de combat tardivement, quelques semaines avant la reddition de l'Allemagne nazie. De ce fait, il n'a pas pu réaliser de patrouille en temps de guerre.
L'U-1110 se rend aux forces alliées le 14 mai 1945 à List, en Allemagne.
Le 23 juin 1945, il est transféré de Wilhelmshaven au point de rassemblement de Loch Ryan en vue de l'opération Deadlight de destruction massive de la flotte d'U-Boote de la Kriegsmarine.
L'U-1110 coule le 21 décembre 1945 à la position 55° 45′ N, 8° 19′ O, détruit par l'artillerie du destroyer HMS Onslow.

## Affectations
- 8. Unterseebootsflottille du 24 septembre 1944 au 15 février 1945 (Période de formation).
- 5. Unterseebootsflottille du 16 février 1945 au 8 mai 1945 (Unité combattante).

## Commandement
- Oberleutnant zur See Joachim-Werner Bach du 24 septembre 1944 au 14 mai 1945.